# Typ320WK人員車
奔馳汽車廠於1926年至1940年間曾推出一系列人員車輛，Typ320WK人員車為其中一款，此車不單是第二次世界大戰期間納粹德軍其中一種車用車輛，也同樣是國民革命軍主力的軍用車輛。

## 基本資料
- 車長：4.51公尺
- 車闊：1.78公尺
- 車高：1.82公尺
- 重量：1,470公斤
- 最快速度：118公里/小時
- 航程:800公里
- 發動機：戴姆勒-奔馳M1421風冷式汽油發動機（68匹馬力）

## 實戰

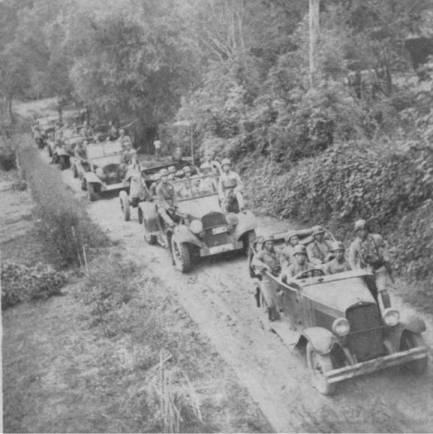
中國抗日戰爭時期乘坐Typ320WK人員車到前線的中國國軍士兵

當德軍出兵波蘭而引致第二次世界大戰的歐戰爆發，Typ320WK人員車即成為德軍其中一種效命於戰場的軍用車輛，但由於德軍的軍用車輛型號眾多，Typ320WK人員車與之相比並不突出。
1936年開始中國國民政府卻大量購買Typ320WK人員車給陸軍各機械化師團，除了用來運送士兵也用來拉動PaK 36反坦克炮等火炮，因此Typ320WK人員車是抗日戰爭時期國軍的主力軍用車輛。

## 使用國家
- 納粹德國
- 中華民國